# 3242 Bahcsiszaraj
A 3242 Bahcsiszaraj (ideiglenes jelöléssel 1979 SG9) a Naprendszer kisbolygóövében található aszteroida. Nyikolaj Sztyepanovics Csernih fedezte fel 1979. szeptember 22-én.